# Complejo tehuelche

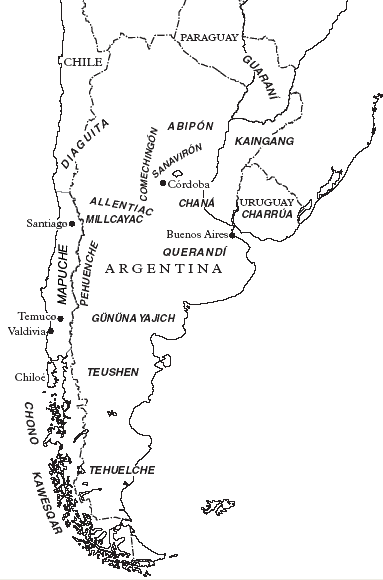
Distribución aproximada de idiomas en el extremo meridional de Sudamérica en tiempos de la conquista española del Río de la Plata.

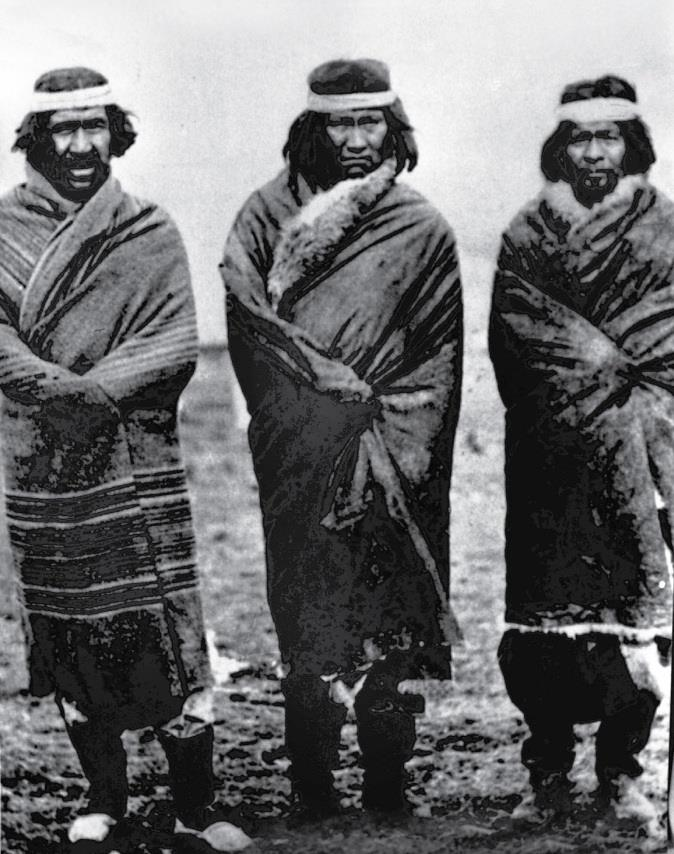
Caciques tehuelches K'achorro, K'oparren y Kamayo, ubicados en la provincia de Santa Cruz en el sur de Argentina, por Charles Lane en 1903.

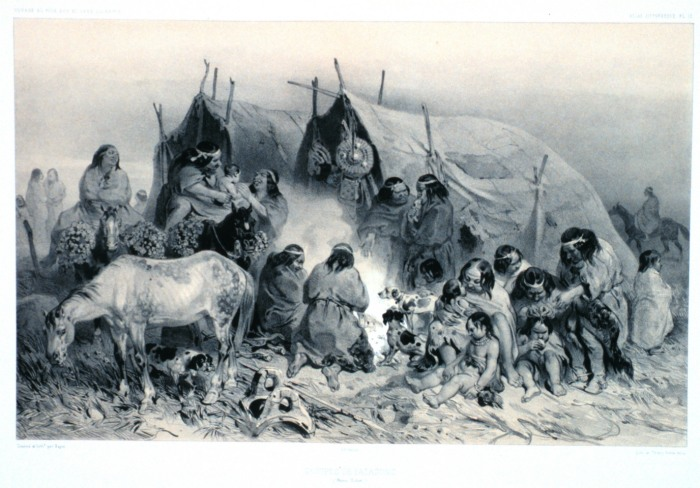
Grupo de patagones en puerto Peckett, en el estrecho de Magallanes. Dibujo realizado durante el viaje de Jules Dumont d'Urville en 1837.

El nombre complejo tehuelche es usado por investigadores (por primera vez por Federico Escalada en 1949) para agrupar a un conjunto heterogéneo y mal conocido de pueblos y tribus indígenas que poblaron la Patagonia, la isla Grande de Tierra del Fuego y la región pampeana en América del Sur (Argentina y Chile). Diversos especialistas, misioneros y viajeros han realizado propuestas para agruparlos teniendo en cuenta la similitud de sus rasgos culturales, su vecindad geográfica y sus idiomas, aunque entre ellos se hablaban idiomas que no estaban emparentados entre sí, y su distribución geográfica era extensa. Sus descendientes, luego de sufrir el proceso de transculturación llamado araucanización y la occidentalización de sus sociedades, conforman los pueblos tehuelche, rankulche y selknam, mientras que otros se identifican como mapuches. 

## Taxonomía
Desde el siglo XVII hubo intentos de clasificar taxonómicamente a los seres humanos y a medida que avanzaban los conocimientos las clasificaciones fueron ampliándose. Una de las primeras en incluir a los pueblos patagónico-pampeanos fue la del francés Jean-Baptiste Bory de Saint-Vincent en el extracto L’homme (homo), essai zoologique sur le genre humain de su Dictionnaire classique d'histoire naturelle (1825), quien mencionó a la «espèce patagone» dentro de los humanos «leyótricos» (de cabellos lisos) del nuevo continente.
En su Manuel de mammalogie, ou histoire naturelle des mammiferes (1827) el francés René-Primevère Lesson mencionó a las variedades de los «patagons» y «puelces» dentro de la subrama «araucans» de la «Rameau Américain» de la «Race Jaune o Mongolienne».
El antropólogo francés Joseph Deniker estableció una clasificación más compleja criticando la clasificaciones anteriores, pues afirmaba que solo se basaban en caracteres somáticos (físicos), en cambio él se extendió y detalló caracteres étnicos, sociales, culturales y lingüísticos, usando a veces el término grupos étnicos antes que razas. En Les races et les peuples de la Terre (1900) distinguió a la raza «Patagonne».
El médico estadounidense Samuel George Morton en Crania Americana (1839) fue partidario del poligenismo de la especie humana, sosteniendo la unidad y origen independiente de todos los indígenas americanos. Dentro a la «American Race» agrupó a la «American Family», en la cual estaba la «Patagonian Branch», que comprendía a las naciones al sur del Río de la Plata hasta el estrecho de Magallanes y las tribus de las montañas de Chile.
El naturalista francés Alcide d'Orbigny se ocupó de la etnografía de América del Sur viajando por el continente, iniciando una clasificación que fue el modelo de las subsiguientes. En Voyage dans l'Amérique Méridionale, publicado en 9 tomos entre 1834 y 1847, distinguió en el tomo II l'Homme américain (de l'Amérique meridionale) (1839) a la «Race Pampéeenne», dividida en tres ramas, una de las cuales era la «Rameau Pampéeenne». Comprendía a individuos de 168,8 cm de estatura promedio, de tez morado-oliva a marrón oscura, frente curva y cara larga y aplanada. Señaló que comprendía a los patagones o tehuelches, los puelches de las pampas, los charrúas de la Banda Oriental y de Entre Ríos, los mocovíes o tobas, abipones, lenguas y mataguayos del Chaco. Citó también a los payaguás, mbayás y guaicurúes descriptos por Félix de Azara.
El antropólogo alemán Egon von Eickstedt en Rassenkunde und Rassengeschichte der Menschheit (1934) dividió a la especie «Homo sapiens» en tres subespecies geográficas, una de las cuales era la «Homines sapientes leiotrichi Mongolide», de la cual los amerindios eran una especialización particular que llamó «Homines sapientes americani Indianide». Dentro de esta estaba la «H. s. americani mesembrini Südindianide» que comprendía a la variedad «H. s. patagonus Patagonide». Esta división prevaleció en la antropología hasta los años de 1990.
El geógrafo italiano Renato Biasutti en Le razze e i popoli della terra (1941), consideró que la raza «pampidi» comprendía a los pueblos de la Patagonia occidental, centro de la isla Grande de Tierra del Fuego, región pampeana, Banda Oriental, Entre Ríos, la región chaqueña y un área aislada en el Mato Grosso.
El ítalo-argentino José Imbelloni en El poblamiento primitivo de Ámerica (1943), propuso el origen múltiple del hombre en América, según la cual América fue poblada en tiempos prehistóricos y protohistóricos por varios grupos humanos de diferentes orígenes y procedencias. Entre las razas de origen asiático premongol o australoides ingresadas por Beringia ubicó a los «pámpidos», que se corresponden con los «patagonidae» de Eickstedt y los «pampidi» de Biasutti. Los relacionó con los plánidos y los sonóridos como diferenciaciones locales de una única raza originaria. Mencionó que su tipo craneal es dolicocefálo (cabeza larga y delgada) y leptorrino (nariz angosta). Su estatura promedio es de 173 a 185 cm en la Patagonia, 173 en los hombres y 160 en las mujeres entre los onas y de 160 a 170 cm en los hombres y 155 las mujeres del Chaco.
El hispano-argentino Salvador Canals Frau en Las poblaciones indígenas de la Argentina: su origen, su pasado, su presente (1953), presentó una nueva clasificación de lo que llamó tipos raciales en vez de razas (que reservó para lo que otros autores llamaron grandes razas), tomando como base las clasificaciones de Eickstedt y de Imbelloni. Para Canals Frau la población indígena americana es el resultado de cuatro corrientes migratorias y a diferencia de Imbelloni, que usó el índice vértico-transversal para medir la altura craneana, usó el índice vértico-longitudinal. Canals Frau coincide con Imbelloni respecto de los pámpidos, que él llamó «patagónidos» y los ubicó con los «huárpidos» dentro de la primera corriente migratoria (grupo asiático antiguo australoide ingresado por Beringia). Canals Frau Consideró a los «huárpidos» como uno de los tipos raciales más antiguos de Sudamérica, postulando que los «patagónidos» eran una derivación local reciente de ellos por especificación y mutación en los desiertos patagónicos. Los describió como de complexión atlética, de cráneo dolicoide y alto y de cara alargada. Su nariz es mesorrina (mediana) y su estatura elevada: 178 cm en promedio para los hombres y 168 para las mujeres. En los mapas Canals Frau ubicó a los «patagónidos» desde Tierra del Fuego al centro de Brasil, incluyendo la Patagonia, la región pampeana, Uruguay, el área central chaqueña y el Mato Grosso.

## Clasificaciones
La clasificación de los pueblos indígenas que habitaron la región pampeana y la Patagonia es confusa en primer lugar a causa de los distintos términos que se utilizaron para denominar a los grupos poblacionales nativos de esas regiones del sur de Sudamérica. Estos nombres en general no reflejan los autónimos reconocidos por los propios indígenas; las variedades ortográficas suelen ser diversas para un mismo etnónimo; un mismo pueblo o grupo con frecuencia es llamado de varias formas diferentes; más de un pueblo fue llamado con el mismo nombre; se les dieron nombres geográficos a algunos pueblos, como pampas y patagones; los rótulos étnicos suelen evidenciar significados relativos, como rasgos físicos y nombres de caciques.
Más causas dificultan el establecimiento de una clasificación única y acabada. Entre estas circunstancias están la extinción de algunos de estos pueblos, sumado a las vastas extensiones que impidieron que los exploradores que los reconocieron tomaran contacto con todos los grupos o, en otros casos, que las migraciones estacionales que solían practicar recorriendo grandes distancias hicieran que quienes los observaban sobreestimaran el número de individuos de un pueblo o el rango de distribución de un idioma. Conjuntamente con todas estas causas, la irrupción de los mapuches (también llamados araucanos y aucas por los españoles) desde el oeste transformó profundamente su realidad cultural, mixogenizando y absorbiendo a las etnias de la Pampa y centro y norte de la Patagonia, produciendo la transculturación de gran parte de los antiguos habitantes. Finalmente, la posterior Conquista del Desierto llevada a cabo por el Ejército Argentino condujo a la casi extinción de estas comunidades indígenas y a la posterior inclusión en la sociedad occidentalizada. A todo este panorama se suma el desacuerdo entre los investigadores y la resistencia de grupos de opinión indígenas a algunos conceptos de los investigadores.

### Según Thomas Falkner
Una de las primeras clasificaciones de los nómades pampeano-patagónicos fue la del jesuita inglés Thomas Falkner en su obra A description of Patagonia and the adjoining parts of South America (1774) luego de realizar viajes exploratorios en 1744 y 1746. Falkner introdujo la denominación étnica «het» para agrupar a gran parte de los puelches ('gente oriental'), nombre con el que los moluches llamaban a los pueblos que se situaban al oriente de ellos (no todos dentro del complejo tehuelche):

The Puelches, or Eastern Peoples (...) They bear different denominations, according to the situation of their respective countries, of because they were originally of different nations. Those toward the north are called Taluhets; to the west and south of these are the Diuihets; to the south east, the Chechehets; and to the south of these last is the country of the Tehuelhets (...)

La distribución geográfica dada por Falkner fue la siguiente:
- Los «taluhets» se hallaban al este del río Desaguadero llegando por el norte hasta las lagunas de Guanacache, limitando con los picunches en el centro de Mendoza, en territorios actuales de las provincias de La Pampa, San Luis y Córdoba (sobre los ríos Segundo, Tercero y Cuarto), el oeste de la de Buenos Aires y en pequeñas áreas de La Rioja, San Juan y Santa Fe. Falkner dijo que para su época ya no habitaban en el distrito de Buenos Aires (ríos Lujan y Las Conchas y en La Matanza y áreas sur-litorales de Santa Fe).
- Los «diuihets» (también llamados luego didiuhet, diuhet y diliuhet) se hallaban entre los 35 y 38° de latitud sur al este de los pehuenches, sobre los ríos Desaguadero (Sanquel), Colorado y Barrancas (Hueyque) al oeste y hasta 40 millas de la sierra de la Ventana (Casuhati) al este. Esto comprende gran parte de la provincia de La Pampa, sur de la de Mendoza y posiblemente parte de las de Buenos Aires, Neuquén y Río Negro.
- Los «chechehets» habitaban entre los ríos Barrancas-Colorado y Negro en la actual provincia de Río Negro, incursionando por el oeste en la provincia del Neuquén y por el este de la provincia de Buenos Aires hasta las sierras de Tandilia y de la Ventana.
- Los «tehuelhets» eran los patagones o «tehuelchus» los más meridionales e incluía a grupos desde el río Negro hasta el estrecho de Magallanes. Entre ellos estaban los: «leuvuches» ('gente del río', en los ríos Negro, Colorado y Limay en las provincias de Río Negro y Neuquén) y los «calille-het» llamados «vucha-huilliches» por los moluches ('montañeses', entre los cuales distinguió a los: «chulilau-cunnees» en el límite en Chubut y Santa Cruz, «sehuau-cunnees» entre los ríos Deseado y Santa Cruz y «yacana-cunnees» al sur del río Santa Cruz hasta el estrecho de Magallanes).

Falkner expresó que los «chechehets» y los «tehuelhets» eran conocidos por los españoles como «serranos».

### Según Milcíades Vignati
En 1936 Milcíades Alejo Vignati publicó Las culturas indígenas de la Pampa y Las culturas indígenas de la Patagonia en los cuales propuso que entre los siglos XVI y XIX los «gününa-küne» o «tuelches» vivían desde la mitad sur del territorio nacional del Río Negro hasta el límite entre los territorios nacionales de Chubut y Santa Cruz (los 3 actualmente provincias). Al norte de ellos estaban los «serranos» y al sur se hallaban los «aônükün'k» o «patagones». Estos se dividían entre tres grupos: los «peénkenk» ('gente del norte'), los «háunikenk» ('gente del sur') y los «aónikenk» ('gente del oeste').

### Según Federico Escalada
En El complejo tehuelche. Estudios de etnografía patagónica (1949), el médico militar Federico A. Escalada sobre la base del estudio de la realidad humana y de la bibliografía clasificó a lo que llamó el complejo tehuelche de épocas históricas en cinco componentes simples, cada uno con idioma propio derivado de una lengua madre que llamó «ken». Los agrupó geográficamente en «de la tierra firme» y en «insulares», negando la existencia de un componente separado «pampa»:
Los nombres utilizados por Escalada -que obtuvo de informantes de habla mapudungún- fueron:
- «Tehuelches de la tierra firme»:
  - «Guénena-kéne»: los consideró el componente septentrional del complejo tehuelche.

Es evidente que ocuparon, en tiempos históricos, especialmente las márgenes de los grandes ríos del norte patagónico y que se extendieron por los territorios del norte del Chubut, hasta el Río Negro, incursionando constantemente por el sur de la actual provincia de Buenos Aires y por el sudente del territorio nacional de La Pampa.

El nombre «guénena-kéne» le fue suministrado a Escalada en 1945 por el cacique Ciriaco Chaquila del paraje Payaniyeo del Chubut, quien se identificó como «pampa verdadero». Llamó a su idioma «gününa yájitch». Escalada dice coincidir sobre este grupo con: el viajero chileno Guillermo Cox, que recorrió el sur del Neuquén en 1863 y los llamó «tehuelches del norte»; con el misionero suizo Juan Federico Hunziker, que estuvo en la Patagonia en 1864 y los llamó «genacin»; con Francisco Pascasio Moreno que en 1876 los llamó «gennaken»; y con el maestro rural Tomás Harrington, que recorrió Chubut entre 1911 y 1935 y recopiló un vocabulario que publicó en 1946 afirmando que los indígenas que le informaron sobre su idioma ya casi perdido se autorreferenciaban como «gününa küne». Junto con otros pueblos vecinos fueron llamados puelches (es decir ‘orientales’) por los mapuches, nombre que también les dio Alcide d'Orbigny en su Voyage dans l'Amérique méridionale (1826-1833). El misionero salesiano Doménico Milanesio los llamó «pampas» en su vocabulario de 1898 publicado en 1915. En 1922 el médico y etnólogo alemán Roberto Lehmann Nitsche, quien recorrió Argentina desde 1900, los llamó «agününa künnü».
- «Aóni-kénk»: el componente meridional del complejo tehuelche, que ubicó desde el estrecho de Magallanes hasta el río Chubut en Argentina y hasta la provincia de Palena en Chile. Llamó a su idioma «aoniko áish». Obtuvo el nombre de su informante Agustina Quilchaman de Manquel.
- «Chehuache-kénk»: el componente occidental o precordillerano del complejo tehuelche, que ubicó en los valles cordilleranos y precordilleranos de la cordillera de los Andes desde el lago Buenos Aires/General Carrera y el lago Fontana hasta el lago Nahuel Huapi en Argentina. En Chile se hallaban en el sector cordillerano de Osorno, provincia de Llanquihue y la provincia de Palena. Llamó a su idioma «teushen». Escalada fue el primero en proponerlos como un componente separado, ya que los investigadores que los identificaron antes que él los situaban como la fracción austral de los tehuelches septentrionales: los «tehuelches septentrionales australes», que Harrington llamó «chulila küne» (‘gente de Cholila’).

- «Tehuelches insulares», ubicados en la isla Grande de Tierra del Fuego, cada uno con su idioma:
  - «Selknam»: son los onas y vivían en el área esteparia septentrional de la isla.
  - «Man(e)kenk»: son los haush, mixogénicos de onas con los no patagónidos yámanas. Vivían en la península Mitre del área oriental de la isla.

### Según Rodolfo Casamiquela
El historiador y paleontólogo argentino Rodolfo Casamiquela revisó la clasificación de Escalada en sus libros Rectificaciones y ratificaciones hacia una interpretación definitiva del panorama etnológico de la Patagonia y área septentrional adyacente (1965), Un nuevo panorama etnológico del area pan-pampeana y patagónica adyacente (1969) y Bosquejo de una etnología de la provincia de Río Negro (1985), reafirmando la existencia de un complejo tehuelche.
Casamiquela coincidió con Escalada sobre los «tehuelches insulares» y para los habitantes del área continental hacia 1700 propuso la siguiente clasificación:
- «Tehuelches meridionales australes» o «aónik'enk» (que en su idioma significaría 'sureños'), también llamados «aonik'». Su distribución iba desde el estrecho de Magallanes al río Santa Cruz y eran cazadores nómadas. Su idioma era el «aonek'o 'a'jen».
- «Tehuelches meridionales boreales» o «mech'arn» ('gente de la resina de molle'), también llamados «ch'oonükü». Su epicentro estaba en la zona de los ríos Chico y Chalía en Santa Cruz. Su idioma era el «téwsün». Casamiquela dice que eran similares a los australes y que fueron absorbidos por sus vecinos del sur y por los mapuches.
- «Tehuelches septentrionales australes», llamados también «pampas» y «serranos» por los cronistas de Buenos Aires (a los que vivían en las sierras del Tandilia y Ventana). Habitaban entre el río Chubut y los ríos Negro y Limay. Los que vivían en el centro y este de las provincias de Chubut y Río Negro se autodenominaban «günün a künna» o «gününa këna» ('gente por excelencia'). Los que vivían en la región precordillerana del norte de Chubut y el oeste de Río Negro se llamaban «chüwach a künna» o «chëwach a këna» ('gente del borde de la cordillera'). El idioma común a ambos grupos era el «gününa iájech». Aunque culturalmente eran similares a los meridionales, se diferenciaban de ellos porque eran pámpidos sin mezcla fuéguida.
- «Tehuelches septentrionales boreales»: pertenecían a este grupo los «puelches» del norte de Neuquén y los «querandíes». Estos cazadores nómadas pámpidos se hallaban al momento de la llegada de los españoles al Río de la Plata, desde la provincia de Mendoza, incluyendo el sur de las provincias de Córdoba y San Luis, hasta casi toda la actual provincia de Buenos Aires y la Ciudad Autónoma de Buenos Aires. Según Casamiquela los querandíes habrían desaparecido como parcialidad tehuelche mestizándose en tiempos coloniales con otros pueblos.[25][1]

## Los querandíes
Los querandíes han sido fuente de controversia entre los investigadores e historiadores respecto a si eran un único grupo étnico diferenciado o pertenecían a una entidad mayor, y también sobre el motivo por el cual desaparecieron de las fuentes históricas, ya sea que fueron exterminados, asimilados o cambiaron su denominación étnica. Su inclusión en el complejo tehuelche es la más dudosa ya que no puede confirmarse con fuentes arqueológicas. Son mencionados por primera vez en la carta fechada el 10 de julio de 1528 que el participante de la expedición de Sebastián Caboto, Luis Ramírez, escribió desde el puerto de San Salvador en el Río de la Plata, llamándolos querandis:
Hasta fines del siglo XIX existían dos teorías respectos de los querandíes:
- Que eran parte de los pampas del conjunto puelche, al que se integraron al retirarse al sur al no poder resistir a los españoles: basada en la opinión de Félix de Azara en Viajes por la América del Sur (de 1789 a 1801):[27]

Pampas. Este es el nombre que los españoles le dan á una nación de indios; porque vive errante entre los 36 y 39 grados de latitud, en las inmensas llanuras nombradas Pampas. Los primeros conquistadores los conocieron bajo el nombre de Querandíes; y parece que ellos se dan hoi á sí mismos el de Puelches y otros mas; porque cada division de esta nacion tiene un nombre distinto.

Coincide con Pedro Lozano (1697-1752), quien escribió en Historia de la conquista del Paraguay, Río de la Plata y Tucumán (publicado recién en 1873):

(...) en solo el distrito de Buenos Aires (...) se hallaron al tiempo de la conquista las naciones siguientes (...) querandíes o pampas (...)

Esta opinión fue adoptada por Pedro de Angelis en el Índice Geográfico e Histórico (1837):

Querandis. Indios de las cercanías de Buenos Aires (...) poco a poco se fueron retirando hacia el sur, tomando otros nombres, según la costumbre que prevalece entre estos indios de denominarse por los parajes que ocupan, como Puelches, gente del este; Guilliches, gente del oeste; Pehuenches, gente de los pinales; Ranqueles, gente de los cardales, etc.

Fue también la opinión de Francisco Pascasio Moreno y Carlos Germán Burmeister y más tarde con variantes defendida por Canals Frau en Las poblaciones indígenas de la Argentina: su origen, su pasado y su presente (1955).
- Que tenían un origen guaraní: propuesta por Manuel Ricardo Trelles en Memoria sobre el origen de los indios Querandís y etnografía de la comarca occidental del Plata al tiempo de la conquista (1862), y que fue adoptada por Florentino Ameghino en La antigüedad del hombre en el Plata (1880) y por Estanislao Zeballos.

Posteriormente Félix Faustino Outes en Los Querandíes. Breve contribución al estudio de la etnografía argentina (1897) propuso el origen guaicurú de los querandíes basándose en las investigaciones antropológicas de Alcide d'Orbigny en Voyage dans l'Amerique Méridionale (1834) y en las lingüísticas de Samuel Alejandro Lafone Quevedo en La raza Pampeana y la raza Guaraní: ó, los indios del Rio de la Plata en el siglo XVI (1900). La teoría se basa en la idea de que los querandíes eran altos y de complexión robusta y fuerte. Esta descripción es características de los pámpidos, como los guaicurúes, y difiere de la de los guaraníes que en general son de talla más baja. 
La teoría más moderna es la de Casamiquela en Rectificaciones y ratificaciones hacia una interpretación definitiva del panorama etnológico de la Patagonia y área septentrional adyacente (1965), quien los clasificó como el grupo más septentrional de los tehuelches, con el nombre de «tehuelches septentrionales boreales». Casamiquela basó su teoría en la interpretación de documentos coloniales, pero no se ha podido probar una concordancia arqueológica entre los querandíes y los tehuelches. Una de sus fuentes es Falkner, quien dijo que los taluhets vivieron en los alrededores de Buenos Aires, sobre los ríos Matanzas, las Conchas y Luján, antes de ser desplazados por los españoles, infiriéndose que Falkner incluyó a los querandíes como parte de ese grupo pámpido.

## Idiomas

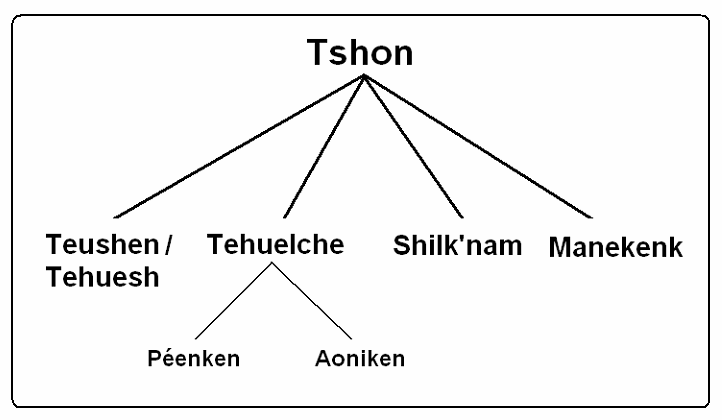
Clasificación de los idiomas tshon, según Roberto Lehmann-Nitsche Roberto Lehmann-Nitsche en El grupo lingüístico tshon de los territorios magallánicos, 1914.

Las diferentes etnias conocidas con el término amplio de «tehuelches» hablaban idiomas cuyo número y relación han sido objeto de opiniones distintas. Para en etnólogo alemán-argentino Roberto Lehmann Nitsche en El grupo lingüístico tshon de los territorios magallánicos (1914) y en El grupo lingüístico «het» de la Pampa argentina (1923) las lenguas no mapuches de la Pampa y la Patagonia se dividían en dos grupos, las «lenguas tshon» (habladas desde el río Negro a Tierra del Fuego) y las «lenguas het». De acuerdo a sus conclusiones al grupo «tshon» lo conformaban la lengua «teushen» o «tehuesh», la «tehuelche» dividida en los dialectos «péenken» y «aoniken», la «shilk'nam» y la «manekenk» (estas dos en Tierra del Fuego). Basándose en Falkner, consideraba que la lengua «het» era hablada por un grupo que se ubicaba al noreste de los hablantes de lenguas «tshon» y que se había hablado hasta el siglo XVIII en la parte sur y la sudoeste de la provincia de Buenos Aires. Sus hablantes eran los «chechehet» y los «diuihet».
En El complejo tehuelche Escalada rechazó la existencia de las lenguas «het» por considerar que el vocabulario recopilado por Falkner en el siglo XVIII y que fue usado como base por Lehmann Nitsche para postular que había un grupo het, en realidad podía explicarse como una lista de términos mapuches y tehuelches. Por eso propuso que en lugar de las lenguas tshon y las het se agrupara a todas las lenguas entre el norte de la Patagonia y Tierra del Fuego en un solo tronco lingüístico que llamó «ken» por considerar que era esta la palabra para 'gente' en esas lenguas. Según esta hipótesis, los miembros del grupo de lenguas «ken» eran los «gününa küne», con su lengua «gününa iájech»; los «chewache kenk», con el «teushen»; los «aonikenk» con el «aoniko áish» y que incluirían a los «mecharnue», los «shelknam», y los «manekenk». 
Casamiquela en su artículo Sobre el parentesco de las lenguas patagónicas (1956) comentó y rectificó el trabajo de Escalada, diciendo que los «chewache kenk» eran los mismos «gününa küne» y que los «mecharnue» habrían pertenecido al grupo de los tehuelches meridionales boreales, cuya lengua habría sido el «teushen». 
En el artículo Clasificación interna de la familia lingüística Chon (1970) el lingüista argentino-mexicano Jorge Alberto Suárez buscó determinar la situación de las lenguas y dialectos de esta familia mediante la comparación de listas de vocabularios. Para él, la familia chon estaba compuesta por cuatro lenguas: «teushen», «tehuelche», «shelknam» y «haush». Según el autor, la evidencia existente no permite incluir al «gününa küne» como un miembro de la familia, aunque tampoco permite descartarlo. En este estudio probó que el «teushen» y el «tehuelche» eran dos lenguas emparentadas recurriendo a la comparación de elementos gramaticales y de léxico. 
Para el lingüista argentino José Pedro Viegas-Barros en La familia lingüística tehuelche (1992), apoyado en un trabajo de Casamiquela, el grupo het son "lenguas fantasmas" sin existencia real, surgidas por problemas de interpretación.
Existen muy pocos testimonios de la lengua querandí, aparte de un par de frases compiladas por el cosmógrafo real francés André Thevet en La Cosmographie Universelle de 1575, luego de participar en el viaje de Guillermo Le Testu al Brasil y Río de la Plata en 1555-1556. Esa pequeña evidencia, aunque dudosa, sugiere una relación con el Idioma gününa këna.

## Historia

### Época prehispánica
Hace 9000 años surgió la industria toldense, caracterizada por puntas de proyectil sub-triangulares bifaciales y raspadores laterales y terminales, cuchillos bifaciales y herramientas de hueso. Más tarde, entre los 7000 y 4000 años a. C., aparece la industria casapedrense, caracterizada por una mayor proporción de instrumentos líticos confeccionados sobre láminas, probablemente como una muestra de la especialización en la caza del guanaco, lo cual también está presente en los desarrollos culturales posteriores de los tehuelches. Desde ese momento y hasta la llegada de los europeos (inicios del siglo XVI) los pueblos patagónico-pampeanos poseían un modo de vida cazador-recolector en el que hacían uso de una movilidad estacional, desplazándose en pos de las manadas de guanacos y otros animales. 

### Llegada de los españoles

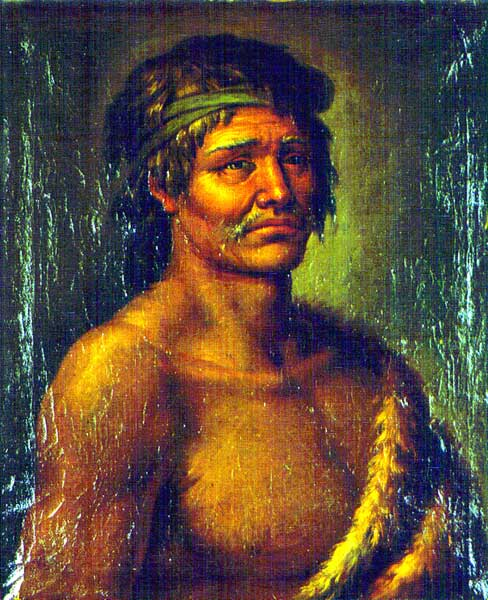
Retrato del cacique Junchar por José del Pozo en Puerto Deseado, en 1789, durante la expedición de Malaspina (1789-1794).

Según el cronista Antonio Pigafetta de la expedición de Fernando de Magallanes, este llamó «patagoni» a los indígenas que encontró en la bahía San Julián luego de su desembarco allí el 31 de marzo de 1520. En su Historia general y natural de las Indias el cronista Gonzalo Fernández de Oviedo en 1535 explicó que ...nuestros españoles les llaman patagones por sus grandes pies, con lo que está de acuerdo el historiador Francisco López de Gómara en 1552. De esta forma, el primer nombre que usaron los españoles para referirse a los tehuelches fue el de «patagones». Sin embargo, algunos investigadores sin bases verificables especularon que Magallanes podría haberse inspirado en el monstruo con cabeza de perro de la novela Primaleón de 1512, llamado «Pathagon».
La llegada de los españoles implicó un conjunto de cambios en la cultura de los indígenas y se desataron entre ellos pestes (sarampión, viruela, gripe) que los diezmaron, particularmente a los septentrionales gennakenk.

### Influencia de los mapuches
Desde antes del siglo XVIII hubo una importante actividad comercial y de intercambio de productos entre los habitantes nativos de las llanuras pampeanas y las sierras de la actual provincia de Buenos Aires, los de la Patagonia septentrional y los de ambas márgenes de la cordillera de los Andes. Existían dos ferias muy importantes en el Cayrú y en Chapaleofú. En estas ferias, llamadas "ferias de los ponchos" por los jesuitas de la época que las registraron (como Thomas Falkner), se intercambiaban diversos tipos de productos: desde productos ganaderos y de la agricultura hasta vestimentas tales como ponchos. El Cayrú se hallaba en la parte más occidental del sistema de Tandilia (en territorio del actual partido de Olavarría) y Chapaleofú hace referencia a las inmediaciones del arroyo homónimo, situado en el actual partido de Tandil. Es así como, a partir de estos movimientos de personas para el intercambio de productos se produjo cierto intercambio cultural entre distintos pueblos que habitaban desde la pampa húmeda, pasando por la Patagonia septentrional y hasta la zona inmediata a la cordillera de los Andes (tanto en su margen oriental como occidental) hasta la costa del océano Pacífico. Este es el comienzo del intercambio cultural y los movimientos migratorios, entre los distintos pueblos entre los cuales cabe mencionar a los tehuelches, los ranqueles y los mapuches.
La influencia comercial mapuche terminó produciendo una gran influencia cultural sobre los tehuelches y otros pueblos, al punto que se la denomina "mapuchización" o "araucanización" de las Pampas y la Patagonia. Buena parte de los tehuelches y de los ranqueles adoptaron muchas de las costumbres y el idioma mapuche, mientras los mapuches adoptaban parte del modo de vida tehuelche (tal como lo de vivir en tolderías) y con ello se difuminaron las diferencias entre ambos grupos, al punto que sus descendientes se refieren a sí mismos como mapuche-tehuelches.
En este proceso, también hubo luchas interétnicas y hacia 1820 se libraron combates entre patagones y pehuenches a orillas del río Senguerr, otros combates se produjeron en Barrancas Blancas y Shótel Káike. 
Para algunos historiadores argentinos -como Casamiquela- se trató de una invasión en que los mapuches casi extinguieron a los tehuelches septentrionales por medio de la violencia, pero el consenso académico actual es que se trató de un fenómeno más complejo. Esta supuesta invasión mapuche ha sido usada políticamente para negar legitimidad a las reclamaciones indígenas en el sur argentino, al argumentarse que se trataría de peticiones hechas por descendientes de los "invasores chilenos" y no por descendientes de los habitantes originarios.

### La adopción del caballo
Se sabe poco de la cultura tehuelche anterior al caballo aunque su organización socioeconómica se parecía a la de los onas de Tierra del Fuego. La introducción del caballo por los españoles, animal al que conocieron a partir de 1570, transformó el modelo de organización social de los tehuelches: se formó en ellos un complejo ecuestre. Al igual que los amerindios de las grandes praderas de Norteamérica, los tehuelches también trabajaron las estepas de matorrales de la Patagonia, viviendo principalmente del guanaco y de la carne de rhea (ñandú o choique), seguida de la carne de huemul, venado, mara e incluso puma y jaguar, además de ciertas plantas (pues aunque tardíamente, aprendieron a cultivar la tierra). En cuanto a peces y mariscos, existían en ciertos casos tabúes: algunos grupos tenían, por ejemplo, prohibido el consumo de pescados. Sus grupos solían estar constituidos por entre 50 a 100 miembros.
La adopción del caballo significó una profunda revolución social en la cultura tehuelche: la movilidad que les deparó alteró las ancestrales territoralidades y modificó en gran medida el patrón de los desplazamientos, si antes del siglo XVII predominaban las trashumancias este-oeste en pos de los guanacos, a partir del complejo ecuestre tomaron gran importancia los desplazamientos longitudinales (de sur a norte y viceversa) estableciéndose extensos circuitos de intercambio: a mediados del siglo XIX los aonikenk trocaban sus pieles y moluscos por cholilas (frutillas, zarzamoras, calafates, semillas de pehuén, llao llao, brotes y cogollos de coligüe, etc.) y manzanas a los gennakenk del Neuquén, del Alto Valle del Río Negro y del llamado «país de las Frutillas» o Chulilaw (región delimitada aproximadamente al norte por el lago Nahuel Huapi, al este por las cordilleras bajas y morrénicas llamadas Patagónides, al oeste por las altas cumbres de los Andes y al sur por el lago Buenos Aires/General Carrera).
El caballo, o más exactamente la yegua, pasó a ser parte principalísima de su dieta, dejando en segundo lugar a los guanacos. Los selknam de Tierra del Fuego en cambio no dieron en desarrollar un complejo ecuestre comparable.